# Tomislav Ternar
Tomislav Ternar, slovenski tenisač, * 16. september 1990, Murska Sobota.

## Davisov pokal

### Posamično (1-0)
| Skupina                       | Krog | Datum      | Proti   | Podlaga  | Nasprotnik          | Rezultat      | Izid  |
| ----------------------------- | ---- | ---------- | ------- | -------- | ------------------- | ------------- | ----- |
| I. evroafriška skupina (2013) | 1R   | 03-02-2013 | Poljska | trda (I) | Mariusz Fyrstenberg | 4-6, 7-5, 7-5 | zmaga |